# Stolpersteine in der Freien Hansestadt Bremen
Stolpersteine in der Freien Hansestadt Bremen listet die beiden Orte mit Stolpersteinen des Bundeslandes Freie Hansestadt Bremen. Der Zwei-Städte-Staat besteht aus den Stadtgemeinden Bremen und Bremerhaven, in denen vom Künstler Gunter Demnig jeweils Stolpersteine verlegt wurden und für die Stolpersteinlisten bestehen.

## Bundesland nach Orten
In dieser Liste sind alle Gemeinden und Städte aufgelistet, in denen Stolpersteine oder/und Stolperschwellen von Gunter Demnig verlegt wurden.
Eine Differenzierung nach Ortsteilen, Ortslagen oder Stadtbezirken erfolgt nicht hier, sondern gegebenenfalls in den örtlichen Listen.
| Ort         | Erstverlegung | Anzahl | letzte Verlegung / Belege | Fotos | Liste |
| ----------- | ------------- | ------ | ------------------------- | ----- | ----- |
| Bremen      | 27. Aug. 2004 | 662    | 17. Okt. 2016             |       |       |
| Bremerhaven | 12. Juni 2006 | 105    | 25. Apr. 2016             |       |       |

## Überblick und Projektzuständigkeiten
Das seit 1995 bestehende Projekt Stolpersteine des Bildhauers und Aktionskünstlers Gunter Demnig erinnert in Deutschland und im europäischen Ausland an die Opfer der NS-Gewaltherrschaft in der Zeit des Nationalsozialismus. Seit 2004 wurden in Bremen 651 Stolpersteine verlegt, ab 2005 auch von Berufsschülern des Bremer Schulzentrums an der Alwin-Lonke-Straße. In Bremerhaven wurden von 2006 bis 2014 insgesamt 91 Steine verlegt.
Die Projektzuständigkeiten für die Stolpersteine haben sich in Bremen und Bremerhaven unterschiedlich entwickelt: Träger des Projekts in der Stadtgemeinde Bremen sind der Bremer Verein Erinnern für die Zukunft e. V. und die Landeszentrale für politische Bildung Bremen in Kooperation mit dem Initiativkreis Stolpersteine Bremen. Träger des Projekts in der Stadtgemeinde Bremerhaven ist das Kulturamt von Bremerhaven. Sowohl in Bremen als auch in Bremerhaven werden die Stolpersteine über Patenschaften finanziert.